# Phytoseiulus
Genre
Le genre Phytoseiulus regroupe des acariens prédateurs de la famille des Phytoseiidae, dont les formes mobiles ont pour proies principalement les acariens sur les arbres fruitiers, la vigne, les cultures légumières, et les cultures ornementales.
P. persimilis est utilisé dans le monde entier en lutte biologique contre les espèces d'acarien du genre Tetranychus[réf. nécessaire].

## Liste d'espèces
Selon Catalogue of Life (3 juin 2018) :
- Phytoseiulus fragariae Denmark & Schicha, 1983
- Phytoseiulus longipes Evans, 1958
- Phytoseiulus macropilis (Banks, 1904)
- Phytoseiulus persimilis Athias-Henriot, 1957